# District Kajakentski
District Kajakentski (Russisch: Каякентский райо́н) is een district in het zuidoosten van de Russische autonome republiek Dagestan aan de Kaspische Zee. Het district heeft een oppervlakte van 640 vierkante kilometer en een inwonertal van 54.089 in 2010. Het administratieve centrum bevindt zich in Novokajakent.
Bestuurlijk centrum: Machatsjkala

Steden: Boejnaksk · Chasavjoert · Dagestanskieje Ogni · Derbent · Izberbasj · Joezjno-Soechokoemsk · Kaspiejsk · Kiziljoert · Kizljar

Districten: Achtynski · Achvachski · Agoelski · Akoesjinski · Babajoertovski · Boejnakski · Botlichski · Chasavjoertovski · Chivski · Choenzachski · Dachadajevski · Derbentski · Dokoezparinski · Gergebilski · Goembetovski · Goenibski · Kajakentski · Kajtagski · Karaboedachkentski · Kazbekovski · Kiziljoertovski · Kizljarski · Koelinski · Koemtorkalinski · Koerachski · Lakski · Levasjinski · Magaramkentski · Nogajski · Novolakski · Oentsoekoelski · Roetoelski · Sergokalinski · Sjamilski · Soelejman-Stalski · Tabasaranski · Taroemovski · Tljaratinski · Tsjarodinski · Tsoemadinski · Tsoentinski